# 上海列車事故
上海列車事故（シャンハイれっしゃじこ）は、1988年（昭和63年）3月24日に中国上海郊外で発生した急行列車同士による列車衝突脱線転覆事故である。修学旅行のため乗車していた日本の高校生が事故に巻き込まれ、多数の死傷者を出し、事故後補償をめぐり日中間で政治問題化したほか、学校側の対応をめぐり日本国内では訴訟が起こされた。

## 事故の概要
蘇州駅発杭州駅行の311急行旅客列車は、杭州に向かう際、運行上の都合から一旦上海で方向転換する必要があった。311列車は上海西郊の真如駅（現:上海西駅）で停車し、そこで機関車を切り離し、再び後部に連結し直し進行方向を変えた。そこから南翔駅まで逆行し、待避線で対向列車を先行させたあと、上海郊外を迂回するバイパス線「南新線」（滬杭鉄路外環線）に乗り入れて、さらに京杭線に乗り入れ杭州に向かう複雑な列車運行を行う予定だった。待避線は上海駅から15 km離れた封浜（現在の上海市嘉定区南翔鎮付近）にあった。311列車は急制動をかけて停車寸前に再び動き始めた。だが、これは決められた停止位置をオーバーランしており、単線区間の本線に冒進していた。そのため本来の停止位置から160 m離れた地点で、14時19分頃に北上してきた長沙発上海行きの第208急行列車と正面衝突した。衝突の衝撃で208列車の郵便貨車が脱線転覆し、311列車の2両目に3両目が食い込んだ。
この事故では旅客28名、乗務員（郵便貨車職員）1名の合わせて29名が死亡し、99名が負傷したが、そのほとんどが大破した2両目に乗車していた高知学芸高校の修学旅行生一行であり、生徒26名と引率教諭1名が犠牲となり36名が負傷した。特に列車が食い込んだために破損がひどく、閉じ込められた乗客の救助は翌日まで掛かった。男子生徒2名と女子生徒1名は特に遺体の損傷が激しく、3月26日夕刻から夜半にかけて現地で火葬を行った。一行の大部分は3月26日に上海から高知空港に直行する日本航空のチャーター便で帰国し、翌日、犠牲者27名の遺体と遺骨は遺族とともにチャーター機で高知に帰った。また、重体であった男子生徒1名が帰国後に亡くなっている。

## 事故の背景
当時、中国への修学旅行は人気であった。日本が円高だったことや外貨獲得を必要とする中国側の意向による。一方でこの時期の中国の鉄道事情は、急増する需要にインフラの整備が追いつかず事故が多発していた。同年1月には事故が3件連続して発生し、合計で140名が犠牲になっていた。そのため、3月6日には中国鉄道省大臣が更迭されていた。また上海と蘇州の間の鉄道は中国有数の過密ダイヤで運行されていたにもかかわらず、ATSが全く整備されていないなど安全性に問題があった。

## 事故原因
中国当局の調査では、原因は修学旅行生を乗せた列車の機関士2名による信号の見落としとされている。そのため公式には鉄道信号無視による列車冒進による事故とされている。ただし事故直後には機関士がブレーキが利かなかったと証言している事や、真如駅で列車の方向転換のために機関車を付け替えた際にブレーキホースをきちんと接続していなかったうえに、ブレーキテストをしていなかったとの指摘を上海鉄路局の幹部が話している。この話が真実であれば、事故原因は駅構内の作業員の人為的ミスの割合が高くなる。しかしながら、詳細な調査報告は中国当局からなされていないため、不明である。
なお2016年7月に中国鉄路総公司の傘下会社である中国鉄道出版社が刊行した鉄道事故再発防止用の資料には本事故の原因について、運転士の信号無視に加え、対向列車の第208急行列車が時刻表より2分早く出発するというミスが重なっていたと記述されていることが明らかになっている。
いずれにせよ、当時の中国鉄道は日常的なダイヤ遅れや、列車区ごとの縄張り争いや、鉄道労働者のモラルの低下、鉄道設備の立ち遅れなど様々な支障が生じており、安全性を省みない人為的なミスが事故に繋がった可能性がある。
なお、事故車両の機関士であるが、1988年9月22日に上海鉄道運輸中級裁判所で初公判から判決までを一日で行う集中裁判が行われた。被告人側弁護人はブレーキ故障説を主張したが、裁判の結果機関士の過失によって発生したとして日本の業務上過失致死傷罪に相当する「交通重罪」で有罪となり、機関士（当時45歳）は懲役6年半、機関助手（当時33歳）は懲役3年を言い渡されている。

## 日本からの修学旅行生の事故

### 事故の発生
1988年3月21日夜、高知学芸高等学校1年生179名および引率の教師と同行する医師、そして大手旅行会社、日本交通公社（現:JTB）の添乗員ら14名の193名が、高知港を夜行フェリーで出発した。一行は、翌朝大阪南港に到着後、空路大阪国際空港から上海虹橋国際空港に向かい中国に入国した。
一行は、当日中に上海駅から京滬線の急行で蘇州に向かい、翌日は同地を観光した。24日の13時20分（以下現地時間、日本時間は1時間早い）に蘇州駅を出発し杭州駅行きの311急行旅客列車に乗車し事故に巻き込まれた。18時52分に到着する予定だった。

### 補償問題
中国側との事故に対する補償交渉は翌年1989年3月に妥結した。しかし、中国側との補償交渉は日本国の外務省が『基本的には中国と遺族との間の問題」として直接支援しなかったことや、当時の政治的問題や経済格差等のため難航した。また旅行会社からの補償は、同校の修学旅行はいわゆるツアー（企画旅行）ではなく、学校側の提案による手配旅行であり、法律上の補償義務はないとして別途かけていた海外旅行保険の給付しか行わなかった。また学校側と遺族との軋轢も後々まで残った。
当時の日中友好ムードが障壁になったとの指摘もある。当初から物価水準が異なるために賠償金が低いことが指摘されていた。中国側は、中国人遺族との賠償金の差が中国政府の批判へと発展することを懸念した。日本側との補償交渉の席で、中国側は日中友好と云う言葉を何度もしきりに使いながら、精一杯の努力をしたとして決着に持ち込んだという。
1988年8月に訪中した竹下登首相（当時）に対し、中国の李鵬首相が「国情の違いを理解してほしい」と、日本並みの補償はできないとする基本的立場を伝えた。日本側が民事問題としている補償問題に対して、中国政府は介入する態度を示していた。このような対応に対し、当時の運輸大臣だった石原慎太郎は「被災者側弁護士によると中国は中国の示した条件で打ち切るといっているらしい」「これでは日本における中国の印象も悪くなる」と指摘した。東京にあった旧満州国の不動産売却によって中国政府が売却益を上げていることを引き合いに出し、そこから補償金にまわすべきだと述べた。
このような事情もあったことで、補償額の日中間の開きは大きく、第一回に東京で行われた交渉では、日本側は5000万円前後を示したが、中国側は一律31,500人民元（当時のレートで約110万円）であったという。第二回に上海で行われた交渉では、日本側も2100万円に引き下げたが、それに対する回答は220万円であった。この金額は1988年1月に重慶郊外で墜落した中国西南航空機事故で犠牲になった日本人技術者3人に対して提示された金額と同じであった。そのため中国側は、双方の事故補償とも同じ事故水準で解決しようとしていた。結局、中国側とは1989年2月26日に補償条件を受諾したが、その金額は未公表であるが、400～550万円の間、おそらくその中間であったとされている。この最大額550万円は前述の重慶の事故の犠牲者の補償額である。日本国外で発生した事故で犠牲になった日本人に対する補償金としては、一切なしという事例もあるため、支払額は極端に低いものではないが、充分な補償ではなかった。
一方、学校側は1988年12月27日に「事故の法律的責任はない」とする通知を遺族に送付し、学校が支払うのは見舞金200万円を含め800万円とした。別途に学校に全国から寄せられた義捐金約2億7000万円を分配し、一人当たり800万円を支払うとした。また日本体育・学校健康センター基金から災害共済給付金として一律1400万円が支給された。これらを合わせて、学校側は3000万円弱を支払った。
旅行保険も含め、犠牲になった生徒の遺族に支給された金銭補償は4000万円前後である。同時期に高校で発生した事件や事故の補償と比較すると、その金額はやや低かった。
前述のように学校側の不誠実な対応に不信感を募らせた遺族のうち、4遺族が不可解な旅行目的や無理な日程、事故後の対応など、学校側に法的責任があったとして、旅行会社まかせで旅行行程の下見をしていなかったことや遺族に対する誠意の欠如などを理由に高知地裁に民事訴訟を提起した。この訴訟は、1994年に旅行の下見が校長夫妻が修学旅行コースとは異なる観光地をパック旅行しただけという杜撰な面があったと指摘しつつも「事故の予見可能性はなかった」として、原告敗訴の判決が言い渡された。遺族側は控訴を断念したため確定した。

### 事故のその後
学校側による事故報告書は、事故から21年目の2009年3月に完成し、事故報告書を遺族を訪ねて直接手渡した。この報告書は160ページで、修学旅行の計画や事故後の対応などが記述されている。3月15日には遺族に対する説明会が開催された。
事故報告書の完成まで年数が掛かった（学校側は人事異動を理由としていた）ことや、作成に当たり遺族らの聞き取りは行われていないとの批判があった。また1990年に完成した同高敷地内にある慰霊碑への氏名の記入や慰霊祭への参列を、学校側の対応には納得できないとして拒否する遺族もいる。
2016年7月には中国鉄道出版社にて刊行された鉄道事故再発防止用の資料には本事件についても記述され、先述したとおり新事実が判明しているが、再調査に至った経緯は不明である。

## 備考
- 尾形大作のヒット曲「無錫旅情」はこの事故の後、長らく放送自粛を余儀なくされた（歌詞の1番に、事故に遭った311列車が走っているコースがあるため）[11]。
- 事故現場となった上海郊外にも同校の慰霊碑[12]が建立されている。
- 雑誌「鉄道ジャーナル」では、他のマスコミとは異なる独自の見解が示された（編集長である竹島紀元が、中国の鉄道事情に詳しかったため。また竹島は事故直後、種村直樹とともにコメンテーターとして多くのテレビ番組に出演している）。
- 同事故で高知学芸高校関係者へのマスコミの対応が問題となった事から、青森放送では同年7月13日から、事件・事故で死亡した遺族へのインタビューの自粛を開始した[13]。
- 同年9月7日から12月25日までフランス・パリリヨン駅から日本の東京駅までの区間をオリエント急行で縦断する鉄道企画『オリエント・エクスプレス '88』が開催されたが、折しも本事故が発生して交渉が難航、結局上海から香港旧九龍駅経由となった[14]。
- 少年隊は事故翌日の1988年3月25日に高知県民文化ホールでコンサートを行う予定だったが、この事故を受けてコンサートを中止し、握手会に変更した。そして、6月5日に振替公演を行った。

## 関連人物
- 川添哲夫（死亡した教諭。「上段の川添」という異名で知られた[注釈 11]、全日本剣道選手権大会優勝2回の強豪だった）
- 岡村勲（弁護士。補償交渉で日本側弁護団長を務めた）
- 西村眞悟（弁護士のち衆議院議員。弁護団の一員）
- 村下孝蔵（「恋文」という曲はこの事故で犠牲になった生徒へのメッセージソングといわれている）
- 丁関根 （事故の直前まで鉄道部長（運輸大臣）を務める。事故後降格される）